# Lüder (Lüneburger Heide)
Lüder er en kommune i Samtgemeinde Aue i den sydlige del af Landkreis Uelzen i den nordøstlige del af tyske delstat Niedersachsen, og en del af Metropolregion Hamburg. Kommunen har et areal på godt 55 km², og en befolkning på knap 1.250 mennesker.

## Geografi
Lüder ligger lige syd for Bad Bodenteich, mellem Elbe-Seitenkanal og udstrakte skovområder. I umiddelbar nærhed ligger Schweimker Moor med en sjælden fugle og plantefauna. Floden Stederau løber gennem kommunen.

### Inddeling
I kommunen ligger ud over hovedbyen Lüder landsbyerne Langenbrügge, Reinstorf og Röhrsen samt bebyggelserne Neu Lüder og Waldhof.